# Artiemij Lubowicz
Artiemij Moisiejewicz Lubowicz (ros. Арте́мий Моисе́евич Любо́вич, ur. 29 października 1880 w Żytomierzu, zm. 28 czerwca 1938) – radziecki polityk, działacz partyjny, wicepremier Białoruskiej SRR (1935-1937).

## Życiorys
Ukończył 2 klasy szkoły miejskiej, od 1896 pracował jako telegrafista, 1902-1906 służył w rosyjskiej armii, uczestnik wojny rosyjsko-japońskiej, 1906-1914 był telegrafistą w Kijowie, Berdyczowie i Białej Cerkwi. Od 1907 członek SDPRR, 1914-1917 ponownie służył w rosyjskiej armii, żołnierz kompanii telegraficznej w Kronsztadzie, brał udział w zamieszkach i samosądach na oficerach marynarki wojennej. Od marca 1917 członek SDPRR(b), 1917 członek Kronsztadzkiego Komitetu SDPRR(b), przewodniczący Kronsztadzkiej Rady Deputatów Żołnierskich i Marynarskich, w listopadzie 1917 komisarz Piotrogrodzkiego Komitetu Wojskowo-Rewolucyjnego, redaktor gazety "Izwiestija Kronsztadtskago Sowieta". Od stycznia do maja 1918 przewodniczący Kronsztadzkiego Komitetu SDPRR(b)/RKP(b), od kwietnia 1918 do 1919 przewodniczący KC Związku Robotników Pocztowo-Telegraficznych, od stycznia 1919 do 1920 szef łączności Armii Czerwonej, od stycznia 1919 do lipca 1923 zastępca ludowego komisarza poczt i telegrafów RFSRR, w tym od 24 marca 1920 do 26 maja 1921 p.o. ludowego komisarza poczt i telegrafów RFSRR. Od lipca 1923 do lipca 1934 zastępca ludowego komisarza poczt i telegrafów/łączności ZSRR, od 12 listopada 1927 do 16 stycznia 1928 p.o. ludowego komisarza poczt i telegrafów ZSRR, od lipca do listopada 1934 pełnomocnik Ludowego Komisariatu Łączności ZSRR na Dalekim Wschodzie, Wschodniej Syberii i Jakuckiej ASRR, od listopada 1934 do lutego 1935 w dyspozycji KC WKP(b), od lutego 1935 do lipca 1937 przewodniczący Państwowej Komisji Planowania przy Radzie Komisarzy Ludowych Białoruskiej SRR i jednocześnie zastępca przewodniczącego Rady Komisarzy Ludowych Białoruskiej SRR.
26 lipca 1937 aresztowany, następnie skazany na śmierć i rozstrzelany. W 1956 pośmiertnie zrehabilitowany.